# Annick Vermeulen
Annick Vermeulen (1967) is een Belgische politica. Ze is burgemeester van Zedelgem.

## Biografie
Annick Vermeulen is beroepshalve administratief medewerkster bij een notaris.
Ze ging in de gemeentepolitiek in Zedelgem. Bij de gemeenteraadsverkiezingen van 2012 stond ze tweede op de kartellijst CD&V-Nieuw, waar uittredend burgemeester Hilaire Verhegge had beslist geen kandidaat meer te zijn. De lijst won de verkiezingen en Vermeulen haalde in haar partij het grootste aantal voorkeursstemmen, voor lijsttrekker Arnold Naessens en de derde, Patrick Arnou. Na onderhandelingen besliste men echter dat gedurende de eerste twee jaar van de legislatuur Patrick Arnou, burgemeester zou zijn, omdat in die periode enkele zware dossier moesten aangepakt worden waarvoor de ervaring en kennis van Arnou beter geschikt zouden zijn. Vermeulen zou dan de laatste vier jaar van de legislatuur burgemeester worden. Dit stuitte echter op verzet van de inwoners en na persoonlijke dreigementen stelde Arnou zijn kandidatuur ter beschikking. Vermeulen zou meteen burgemeester worden, maar na tussenkomst van onder meer gouverneur Carl Decaluwé en minister Geert Bourgeois werd Arnou toch de eerste twee jaar van de legislatuur burgemeester. Vermeulen werd schepen.
In 2015 volgde Vermeulen dan uiteindelijk zoals afgesproken Arnou op en werd de eerste vrouwelijke burgemeester van Zedelgem.